# Dietrich Adolf von der Recke
Dietrich Adolf von der Recke (né le 18 juin 1601 au manoir de Kurl; et mort le 30 janvier 1661 au château Neuhaus, près de Paderborn) a régné sous le nom de Dietrich Adolf en tant que prince-évêque de Paderborn.

## Biographie
Dietrich Adolf von der Recke a assuré en tant que prince-évêque de Paderborn le retour à une certaine prospérité et a pu restaurer les structures de son territoire après les dévastations de la guerre de Trente Ans. Contrairement à son prédécesseur Ferdinand de Bavière, il n'était seulement qu'évêque de Paderborn, ce qui lui a permis de se consacrer entièrement aux réformes de sa principauté, non seulement d'un point de vue matériel et administratif, mais aussi d'une point de vue spirituel.
Dietrich Adolf appartient à la puissante famille von der Recke. Son père, le baron Dietrich von der Reck zu Kurl, est conseiller secret à la cour de l'archevêque de Cologne. Sa mère est née baronne Margarethe von Wolff-Metternich, elle meurt en 1607. 
Il est élevé chez les jésuites de Fulda, puis poursuit ses études à l'université de Mayence, où il obtient un doctorat dans les deux droits. 
Il obtient la prébende de domicellarius (Domherr) en 1619 de la cathédrale de Münster. Son père meurt en 1624. En tant que clerc, Dietrich Adolf ne peut accepter l'héritage de son père et le passe à son frère cadet. Ensuite il devient Domherr de la cathédrale de Paderborn, puis est nommé doyen de la cathédrale en 1627. Il a la tâche extrêmement importante d'un point de vue spirituel et politique de rapporter les reliques de saint Liboire (patron de la principauté) qui avaient été dérobées par Christian de Brunswick en 1622. Il fait carrière au sein du chapitre. En 1643, il devient prévôt de la cathédrale et atteint le sommet du pouvoir. Il s'occupe des affaires étrangères pendant les négociations de la paix de Westphalie (1648) et noue des liens diplomatiques étroits avec le nonce Chigi (futur Alexandre VII), et le prince-évêque d'Osnabrück Franz Wilhelm von Wartenberg. 

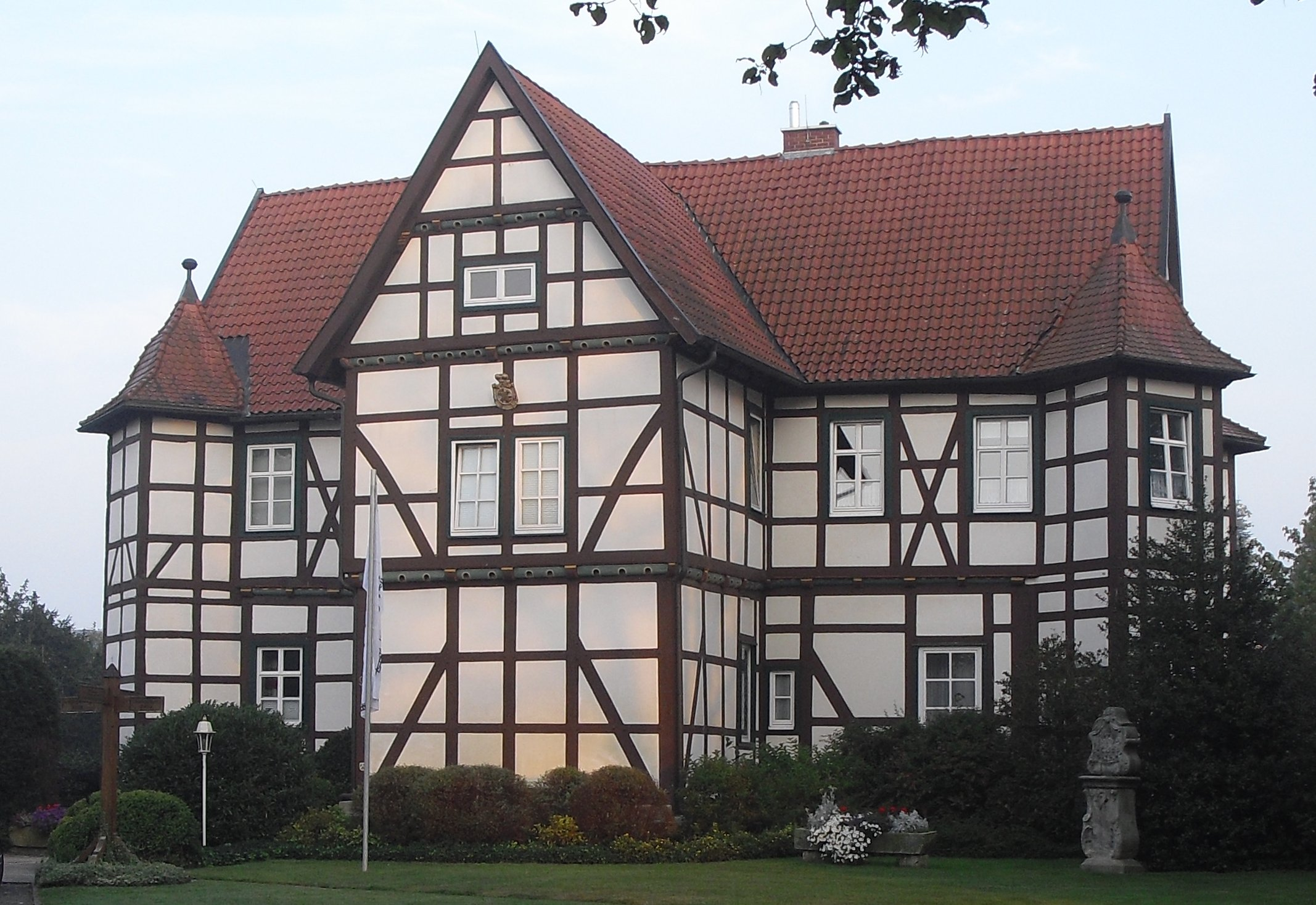
Anvien pavillon de chasse de Dietrich Adolf à Hövelhof.

Il est consacré évêque le 1er octobre 1651 en la cathédrale de Paderborn. Il s'occupe tout de suite des réformes: avant la fin de l'année, il met en place de nouvelles règles de chancellerie, suivies en 1655 par un nouvel ordonnancement de police. Il fait reconstruire ou restaurer les châteaux de Dringenberg et de Boke, le château Neuhaus et le Wewelsburg, ainsi que Beverungen.
Il se fait le protecteur du nouveau collège jésuite, le Theodorianum (Dietrich se traduit par Theodorus en latin) fondé par Dietrich IV, et renforce les moyens financiers et la sécurité. Pour le bien des âmes et des corps, il fait revenir les franciscains qui fondent leur couvent en 1657. Pour l'instruction des fillettes et des jeunes filles, il fait appel aux augustines (1658), appelées dans la région, les nonnes lorraines. Avec son coadjuteur Bernhard Frick, il organise des synodes annuels et raffermit les fondements catholiques au sein de la population. Cependant il ne fait pas l'unanimité du chapitre de la cathédrale. Les protestations de l'évêque auprès de l'archevêque de Mayence conduisent à la non tenue du synode de 1660. Il meurt en 1661 au château Neuhaus, résidence des princes-évêques.